# Fujikage Nagao
Fujikage Nagao (長尾藤景) est un samouraï du clan Nagao qui sert sous les ordres de Kenshin Uesugi durant l'époque Sengoku. Il compte parmi les « vingt-huit généraux de Kenshin Uesugi » et combat sur le flanc gauche à la quatrième bataille de Kawanakajima en 1561.

## Source de la traduction
- (en) Cet article est partiellement ou en totalité issu de l’article de Wikipédia en anglais intitulé « Nagao Fujikage » (voir la liste des auteurs).